# Ceriagrion melanurum
Ceriagrion melanurum – gatunek ważki z rodziny łątkowatych (Coenagrionidae).